# 三笠市立博物館

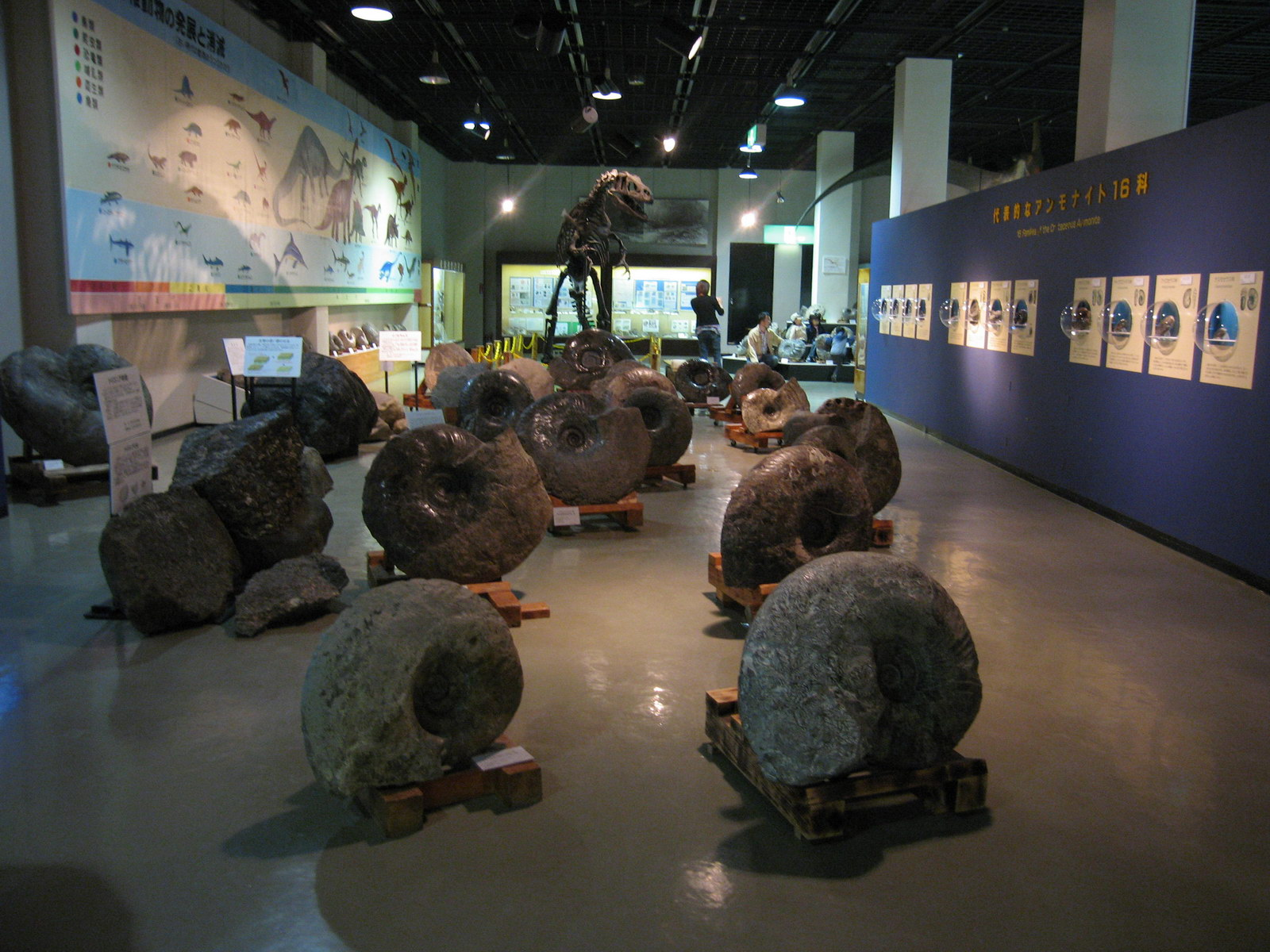
三笠市立博物館アンモナイト

三笠市立博物館（みかさしりつはくぶつかん）は、北海道三笠市にある博物館。別名「化石の博物館」とも言われる当博物館は、天然記念物に指定されている「エゾミカサリュウ」の化石をはじめとして、アンモナイト等およそ3,000点以上の展示物を収蔵する。また、炭坑の街として栄えた三笠市の歴史を刻む北海道初の資料や、三笠市の豊かな自然を知ることができる屋外博物館なども整備されている。所在地は北海道三笠市幾春別錦町1丁目212番1号。

## 概要
当博物館は1979年（昭和54年）に設立された。きっかけはそれ以前の1976年（昭和51年）に、三笠市内に分布していた白亜紀の地層から、ウミトカゲ類のものとみられる頭蓋骨が発掘されたことに遡る。この出来事が発端となり、郷土資料などの民族部門と併せて博物館は創設、その後1990年（平成2年）に博物館内にあった化石部門の展示スペースをおよそ2倍の広さへと拡充を図ったのち、地質学関連の資料展示に力を注ぐこととなった。この地学関連の資料には、主にアンモナイトなど化石が中心に扱われており、中生代において存在した爬虫類などの生物の骨格片ほか、最終的におよそ3,000点に上る資料を展示している。
1階部分には、来館者が直接手で触れることのできる約1メートル程のサイズのアンモナイトの化石がフロア中に展示されており、巻貝や二枚貝のイノセラムスの化石も手でじかに触れることが可能な展示品である。そのほかにも、恐竜を再現したジオラマや爬虫類の骨格の化石標本、白亜紀に存在した大型の肉食爬虫類であるエゾミカサリュウが展示されている。特にこのエゾミカサリュウの展示品は、1976年（昭和51年）6月21日に採取された標本で、翌1977年（昭和52年）に文部省から天然記念物の指定を受けたものである。
1990年（平成2年）の夏には「中国恐竜と三笠アンモナイト展」が開催。これは中国の四川省にある都市、自貢の協力を得て開催されたものである。博物館の活動として、児童を対象とした特別教室も開講している。これは野外において児童に動植物の採集や観察を行う会、化石を採集する会、化石のクリーニング教室など、屋内外問わず児童に向けた体験型のカリキュラムを組んでいる。また、博物館ではオリジナルの定期刊行物として年報を発行しており、そのほか三笠市内の自然情報を掲載した「アンモナイトと三笠の自然」や、化石の写真を集めた「アンモナイト化石写真集」などの出版物も販売している。

## 利用情報
- 開館時間：9:00 - 17:00（入館は16:30まで）
- 休館日：
  - 毎週月曜日（祝日の場合は平日）[1]
  - 冬期間（12月 - 3月）の祝日
  - 年末年始（12月30日 - 1月4日）
- 観覧料：小学生以上は有料（団体割引あり）[2]